# Patagonotothen cornucola
Patagonotothen cornucola är en fiskart som först beskrevs av Richardson, 1844.  Patagonotothen cornucola ingår i släktet Patagonotothen och familjen Nototheniidae. IUCN kategoriserar arten globalt som livskraftig. Inga underarter finns listade i Catalogue of Life.